# 15495 Bogie
15495 Bogie (1999 DF2) là một tiểu hành tinh vành đai chính được phát hiện ngày 17 tháng 2 năm 1999 bởi J. Broughton ở Reedy Creek Observatory.